# Bernhard von Leonhardi
Bernhard August Alban von Leonhardi (* 21. Oktober 1817 in Zschepplin; † 26. August 1902 in Nyitrasárfő, Ungarn) war ein königlich-sächsischer Generalleutnant und Kommandant der Festung Königstein.

## Leben

### Herkunft
Bernhard war der Sohn des am 31. Juli 1790 in den Adelsstand erhobenen späteren Oberst August Carl von Leonhardi und dessen Ehefrau, einer geborenen Seydel.

### Militärkarriere
Leonhardi besuchte das Kadettenhaus in Dresden und trat nach beendigter Ausbildung am 1. Juli 1835 als Portepeefähnrich in das 2. Schützenbataillon der Sächsischen Armee ein. Bis Mitte Dezember 1845 avancierte er zum Oberleutnant. Nach seiner am 1. Januar 1846 erfolgten Versetzung in das 1. Linien-Infanterieregiment „Prinz Albert“ wurde er am 1. April 1847 als Adjutant zur 1. Linien-Infanterie-Brigade und genau ein Jahr später in gleicher Eigenschaft zur 2. Linien-Infanterie-Brigade versetzt. In dieser Stellung war er 1849 im Stab des Kommandierenden Generals des sächsischen Bundeskontingents im Krieg gegen Dänemark und nahm am Gefecht bei Düppel teil. Im Dezember desselben Jahres wurde er unter Versetzung als Adjutant zum Stab der 1. Infanterie-Division seinem Regiment als Hauptmann aggregiert. Am 24. Januar 1850 dem 16. Infanterie-Bataillon als etatsmäßiger Hauptmann und am 17. November 1861 der Leibbrigade als Major zugeteilt, erhielt Leonhardi am 20. Juli das Kommando des 9. Infanterie-Bataillons. Diesen Verband führte er 1866 im Krieg gegen Preußen und zeichnete sich im Gefecht bei Lubnow sowie der Schlacht bei Königgrätz aus. Nach Beendigung des Krieges kehrte er in die Heimat zurück und rückte zum Oberstleutnant auf. Am 1. April 1867 erfolgte seine Ernennung zum Kommandeur des 8. Infanterie-Regiments und wurde bald darauf zum Oberst befördert. 
Kurz vor Beginn des Krieges gegen Frankreich wurde Leonhardi 1870 mit der Führung der 3. Infanterie-Brigade Nr. 47 beauftragt und unter Beförderung zum Generalmajor zum Kommandeur dieses Großverbandes ernannt. Er zeichnete sich besonders in der Schlacht bei St. Privat aus, in der er am Ellenbogengelenk schwer verwundet wurde. Nach seiner Gesundung kehrte Leonhardi im März 1871 zu seiner Brigade zurück, die er bis zum 11. April 1873 befehligte. Anschließend wurde er zum Kommandanten der Festung Königstein ernannt und am 9. September 1876 zum Generalleutnant befördert. Leonhardi wurde am 16. Februar 1884 von seiner Stellung entbunden und ihm am 22. Februar 1884 mit der gesetzlichen Pension und der Erlaubnis zum Tragen der Generalsuniform der Abschied bewilligt. Anlässlich seiner Verabschiedung verlieh ihm König Albert das Großkreuz des Albrechts-Ordens.
Er starb am 26. August 1902 in Nyitra-Sarfö in Ungarn.

### Familie
Leonhardi heiratete am 12. Oktober 1842 Ferdinande Gräfin von Mengersen (1817–1894). Das Paar hatte mehrere Kinder, darunter:
- August Alban Curt (1845–1920), Herr auf Nyitra-Sarfö ⚭ 23. September 1884 Maria Carolina Josefa Haase (1866–1922), Herrin auf Nitra Sarsia